# Janeži
Janeži so naselje v Občini Sodražica. Spadajo pod območje krajevne skupnosti Gore.
- Janeži